# 금동정지원명석가여래삼존입상
금동정지원명석가여래삼존입상(金銅鄭智遠銘釋迦如來三尊立像)은 1919년에 부여의 부소산성에 있는 송월대에서 발견되어 현재 국립부여박물관이 소장하고 있는 삼국시대의 금동제 삼존불상이다. 1963년 1월 21일 대한민국의 보물 제196호로 지정되었다.
연화문을 음각한 둥근 대좌 위에 일주의 삼존이 조성되었으나, 우협시보살상은 부분적으로 파손되었다. 본존은 육계가 높고 상호는 길쭉한 편이다. 수인은 여원인과 시무외인을 겸하고 있는데, 신체에 비하여 손이 무척 크다. 그리고 우협시보살은 합장상을 보이고 있다. 광배의 바탕은 화염문으로 채워져 있으며, 두광 위에는 화불 1구가 있다.

## 개요
하나의 광배에 불상·보살상을 함께 주조한 삼존불(三尊佛)로 국립부여박물관에 소장되어 있다. 광배(光背)의 뒷면에는 정지원이라는 사람이 죽은 아내를 위하여 금으로 불상을 만들어 저승길을 잘 가게 했다는 내용의 글이 적혀있다.
본존불의 얼굴은 갸름하면서 살이 오른 모습으로 눈·코·입의 윤곽이 큼직해서 시원해 보인다. 양 어깨를 감싼 옷은 U자형의 주름을 지으면서 묵중하게 흘러내렸는데, 양 팔에 걸친 옷자락은 새의 날개깃처럼 양 옆으로 길게 뻗쳐있다. 손은 손바닥이 정면을 향하고 손끝은 아래로 향하고 있다. 부처의 몸 전체에서 나오는 빛을 형상화한 광배의 양쪽 끝에는 합장하고 있는 두 협시보살이 있다. 오른쪽 협시보살은 본존불과 동일한 수법이며 길게 날리고 있는 옷자락은 광배의 가장자리를 이루고 있다. 왼쪽 협시보살은 얼굴만 남아 있고 신체부분이 떨어져 나갔다. 머리광배 위에는 연꽃속에 앉아 공양하고 있는 모습의 작은 부처 1구가 새겨져 있다.
이 불상은 조각양식이나 표현 수법이 고구려의 연가 7년명 금동여래입상(국보 제119호)과 같은 계통으로 중국 북위시대에 유행한 불상양식을 수용한 것이다. 금동계미명삼존불(국보 제72호)이나 금동신묘명삼존불(국보 제85호)과 같은 양식에 속하지만 그보다 조각수법이 약간 떨어지고 무늬가 간략화되었으며 조형적인 탄력도 많이 감소되었다.

## 같이 보기
- 사자루

## 사진

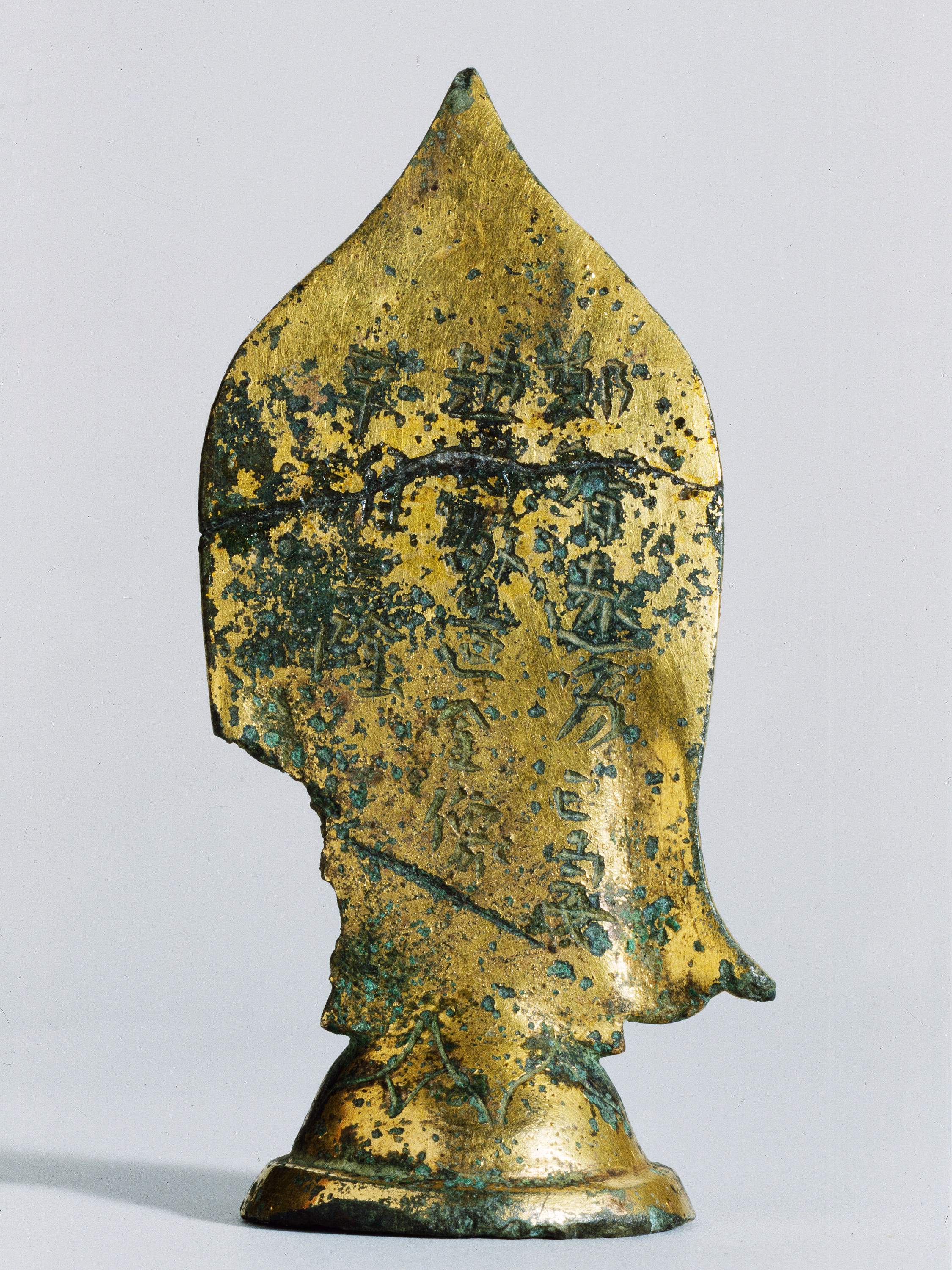
뒷면

## 참고자료
- 금동정지원명석가여래삼존입상 - 국가유산청 국가유산포털
- 이 문서에는 다음커뮤니케이션(현 카카오)에서 GFDL 또는 CC-SA 라이선스로 배포한 글로벌 세계대백과사전의 내용을 기초로 작성된 글이 포함되어 있습니다.